# Памятник царю Петру I и первому епископу Воронежскому Митрофану
Памятник царю Петру I и первому епископу Воронежскому Митрофану — бронзовая скульптура в Воронеже. Памятник изображает царя Российского государства Петра I и выдающегося духовного просветителя России и первого епископа Воронежского Митрофана. Авторы скульптуры — семья мастеров из Москвы Ирина Макарова и Максим Батаев. Установлена 25 июля 2024 года в Центральном районе города на Адмиралтейской площади.
Святитель Митрофан (1623—1703) был посвящён в епископа Воронежского патриархом Иоакимом в 1682 году и стал первым епископом новоучреждённой епархии. Обладая большим государственным умом и авторитетом в народе, Митрофан прославил своё имя многими благими деяниями. Был епископом Воронежским и Елецким, сподвижником императора Петра I, а также активно содействовал строительству флота, духовному возрождению региона. Пётр I в Воронеже присутствовал на богослужениях святителя Митрофана и даже пел в церковном хоре на клиросе Успенской Адмиралтейской церкви, в которой служил епископ, и где он освятил Андреевский флаг, учрежденный Петром I в Воронеже 11 декабря 1699 года в качестве официального флага Российского военно-морского флота.

## История
12 мая 2023 года губернатор Воронежской области Александр Гусев провёл заседание рабочей группы по организации празднования 400-летия со дня рождения святителя Митрофана Воронежского, намеченного на 19 ноября 2023 года. Помимо Митрофано-Тихоновского крестного хода, цикла книжно-иллюстративных выставок, научно-просветительских конференций, уроков истории, показы документальных кинофильмов, викторин, богослужений, в перспективе была запланирована установка памятника святителю Митрофану на территории анонсированного историко-культурного тематического парка «Петровский остров». Как отметил на заседании рабочей группы Александр Гусев: «Первый епископ Воронежский Митрофан — очень значимая фигура в историческом плане и в плане духовного возрождения нашей территории. Мы с Владыкой митрополитом Сергием обсуждали, что нужно готовиться к этому масштабному мероприятию, он поддерживает. Мы подготовим и реализуем план, который позволит сделать это событие знаковым».
Конкурс на разработку памятника был организован департаментом архитектуры и градостроительства Воронежской области и проходил с 6 июля по 6 сентября 2023 года. На него было подано 27 заявок. Экспертный совет отобрал 10 финалистов из шести городов. 5 сентября 2023 года жюри определило победителя конкурса на лучший проект памятника. Имя стала член Московского союза художников Ирина Макарова — преподаватель кафедры скульптуры в Российской академии живописи, ваяния и зодчества Ильи Глазунова. Она предложила изобразить разговор Петра I с епископом Митрофаном и заодно указать на обстоятельства их встреч в Воронеже. Царь держит в руках циркуль и чертеж, на заднем плане виден парусник. Скульптор Ирина Макарова отметила, что было важно выполнить памятник так, чтобы он привлекал внимание со всех сторон. Особое внимание уделили воссозданию предметов той эпохи.
26 сентября 2023 года губернатор Воронежской области Александр Гусев обратился в своём телеграм-канале к воронежцам с предложением внести посильный вклад в «увековечивание нашего великого земляка — святителя Митрофана». Сбор средств осуществлял «Благотворительный фонд „Фонд святителя Митрофания“». Позднее, при открытии памятника, Александр Гусев отмечал: «Много пожертвований было от простых граждан, от трудовых коллективов, от меценатов». При этом жителями города внесено 147 тысяч рублей, при общей стоимости проекта с установкой — 18 миллионов рублей.
Скульптурная группа была установлена 25 июля 2024 года на Адмиралтейской площади, у Успенского Адмиралтейского храма. Торжественная церемония открытия состоялась 26 июля. Участниками церемонии открытия стали митрополит Воронежской и Лискинский Сергий (Фомин), губернатор Александр Гусев и временно исполняющий главы Воронежа Сергей Петрин, а также Денис Станкевич — председатель совета директоров белорусской компании «Белинжинирингстрой-Инвест», которая взяла на себя значительную часть финансовых расходов на реализацию проекта, епископ Россошанский и Острогожский Дионисий (Шумилин), клирики Воронежской епархии, жители и гости Воронежа. Митрополит Воронежский и Лискинский Сергий совершил освящение памятника. По окончании чина освящения к памятнику были возложены цветы под радостный звон колоколов звонницы Адмиралтейского храма Успения Пресвятой Богородицы. Установка и открытие памятника были приурочены ко Дню Военно-морского флота, который отмечается в последнее воскресенье июля.

## Описание
На скульптуре изображён союз государства и церкви, отмечала скульптор Ирина Макарова. За основу взяли исторический момент — встречу Петра I с епископом Митрофаном в Воронеже. Царь держит в руках чертежи кораблей, а святитель Митрофан даёт благословение на создание морского флота.
Высота скульптуры — 3,76 метра. Скульптура выполнена в классическом стиле с элементами барокко ХVIII века. На постаменте — декоративный орнамент в виде свитка с надписью: «Царю Петру I и первому епископу Воронежскому Митрофану. Памятник воздвигнут в честь 400-летия со дня рождения Святителя Митрофана».